# Engilbert II. von St. Gallen
Engilbert († 13. August 934) war Abt des Benediktinerklosters St. Gallen von 925 bis 933.

## Leben
Engilbert kann vor seiner Amtszeit nicht eindeutig identifiziert werden, da mehrere Mönche mit diesem Namen im Professbuch von St. Gallen und in den Verbrüderungsbüchern von Pfäfers und Reichenau genannt werden. Zwischen 895 und 914 wird der Name Engilbert für zwei Mönche angegeben. Der Jüngere der beiden dürfte der spätere Abt gewesen sein. Damit dürfte Engilbert 895 Subdiakon gewesen sein. Sehr gross ist auch die Wahrscheinlichkeit, dass er vier Urkunden zwischen 890 und 896 geschrieben hat. Möglicherweise war er Portarius, als solcher in der Urkunde vom 2. Juli 898 erwähnt. Seine Wahl zum Abt erfolgte kurz nach dem 21. September 925. Urkundlich erwähnt in seinem Amt wird er erstmals am 26. Mai 926. König Heinrich anerkannte seine Wahl an und stellte ihm unter dem 4. November 926 eine Bestätigung der Immunität, des Wahl- und des Inquisitionsrechts im Rahmen der damals stattfindenden Reichsversammlung in Worms aus, an der er auch teilnahm.

## Wirken
Während Engilbert im Amt war, erfolgte ein existenzgefährdender Ungarneinfall. Nur dank seinen vorbeugenden Handlungen konnten das Kloster und seine Bewohner vor Schlimmerem bewahrt werden. So liess er die Bibliothek auf die Reichenau in Sicherheit bringen und zum Schutz der Bewohner zwei Burgen ausbauen. Die Greise und Kinder wurden unter seiner Anweisung auf die Wasserburg im Bodensee verbracht. Mit seinen Brüdern bezog er einen befestigten Platz an der Sitter. Die Legende der hl. Wiborada spielt vor und während dieses Ungarneinfalls.